# Землетрясение в Хундуне
Землетрясение в Хундуне (кит. 洪洞趙城地震) — стихийное бедствие, которое произошло в монгольском государстве во времена династии Юань 25 сентября 1303 года (ныне эпицентр находится в уезде Хундун, округ Линьфынь, провинция Шаньси, Китайская Народная Республика).
По оценкам современных исследователей, моментная магнитуда толчка составила около 8 баллов, а максимальная интенсивность Меркалли — XI (экстремальная). Это было одно из самых смертоносных землетрясений в истории Китая, что, в свою очередь, сделало его одним из крупнейших стихийных бедствий по числу погибших как в в Китае, так и на Земле.
В 2018 году сейсмологи доказали, что эпицентр землетрясения находился на 36,8 ° с. ш. и 111,7 ° в. д. на территории нынешнего Сямэньчжэня, к юго-западу от уезда Линши в провинции Шаньси. Ранее эпицентр был определён в 60 километрах к югу, на территории нынешнего округа Хундун и название данного события за прошедшее тысячелетие уже стало традиционным, если не нарицательным.
Землетрясение 1303 года произошло в зоне разлома Тайгу (по названию одноимённой провинции), входящего в состав Шаньсийской рифтовой системы; свидетельством этого стали несколько уступов и поднятий локальных разломов, найденные геологами. В зоне разлома не наблюдалось никакой заметной активности со времени землетрясения 1303 года. По расчетам современных сейсмологов, магнитуда составила около 8,0 по шкале моментной магнитуды, хотя сказать наверняка невозможно из-за отсутствия точных геологических данных.
В близлежащих городах Чжаочэн и Хундун рухнули все крупные храмы и здания, погибло более половины населения города. Все здания в уезде Хо провинции Шаньси были разрушены. В Тайюане и Линьфыне рухнуло около 100 тысяч домов и более 200 тысяч человек погибли в результате обрушения строений и лёссовых пещер, аналогично ситуации, которая произошла 253 года спустя во время землетрясения 1556 года. Трещины в земле превратились в миниатюрные реки, а многие каналы в провинции Шаньси были разрушены вместе с городскими стенами. В некоторых сообщениях говорилось, что землетрясение даже сровняло с землей горы и холмы, изменив топографический облик региона. Оползни, проседание и разжижение почвы, вызванные тряской, были вероятной основной причиной этих крупномасштабных изменений окружающей среды. Восстановление в целом шло медленно из-за разрушенной инфраструктуры Шаньси и было прервано несколькими другими землетрясениями в последующие годы.
Землетрясение 1303 года, хотя и стало на данный момент последним, произошедшее в этой системе разломов, ознаменовало начало многовекового периода повышенной сейсмической активности по всему Китаю. Это было также первое из многих землетрясений, которые продемонстрировали тенденцию происходить вблизи лёссовых плато.